# Josef Kořán
Josef Kořán, plným jménem Josef Jan Kořán (24. září 1838 Nevězice – 4. dubna 1912 Královské Vinohrady), byl český novinář a politik, v 2. polovině 19. století poslanec Českého zemského sněmu. Profesně působil jako politik, publicista, historik, redaktor. Vydával historické a zeměpisné publikace.

## Biografie
Narodil se v rodině sedláka Jana Kořána a Alžběty Kořánové. S manželkou Marií roz. Horálkovou (1847) měl pět dětí: Libuši (1871–1871), Boženu Sobotkovou (1872), Vladimíra (1874–1875), Josefa (1876–1876) a Josefa V. Kořána.
Vystudoval na gymnáziu v Písku a od roku 1862 studoval Karlo-Ferdinandovu univerzitu v Praze (obor historie a slovanská filologie). V roce 1866 složil příslušné zkoušky a připravoval se k vyučování na středních školách, avšak činnost literární odvrátila ho od tohoto úmyslu. Místo pokračování v akademické dráze dal přednost novinářské a publicistické profesi. Již jako student se stal roku 1863 členem redakční rady Riegrova slovníku naučného, kde působil do roku 1867, kdy nastoupil do redakce listu Pokrok. Následujícího roku úřady vydávání Pokroku zastavily a Kořán proto se skupinou dalších žurnalistů přesídlil do Chrudimi, kde místo Pokroku začal vycházet list Koruna. V roce 1869 se po obnovení Pokroku se vrátil do jeho pražské redakce. V letech 1870–1876 navíc redigoval časopis Světozor. Když byla roku 1882 Karlo-Ferdinandova univerzita v Praze rozdělena na dvě samostatné národní univerzity, byl Kořán jmenován kvestorem české univerzity. Po třech letech ale na tento post rezignoval a plně se opět věnoval novinářské práci pro list Pokrok. V roce 1887 se stal ředitelem redakční rady Ottova slovníku naučného (byl jím do roku 1892), do kterého sám přispěl články z právní tematikou. V roce 1892 se stal ředitelem kanceláře České akademie věd a umění. Publikoval i v četných dalších periodikách a vydal několik odborných knih, například v roce 1866 zeměpisné pojednání o státech světa. Když zemřel historik Karel Vladislav Zap, ujal se Kořán pokračování v Zapově díle Českomoravská kronika (napsal 4. díl a podstatnou část 5. dílu, kde dospěl až do persekuce po bitvě na Bílé hoře).
Byl aktivní v školských a menšinových otázkách. V roce 1880 se podílel na založení organizace Ústřední matice školská. Vypracoval její stanovy.
V 70. letech 19. století se zapojil i do zemské politiky. V doplňovacích volbách roku 1877 byl zvolen na Český zemský sněm v kurii venkovských obcí (obvod Březnice – Blatná – Mirovice). Patřil k staročeské straně (Národní strana). Byl členem sboru důvěrníků staročeské strany a na konci 70. let se podílel na prosazení návratu českých politiků k aktivní účasti na práci zemského sněmu. Poslanecké křeslo obhájil v řádných volbách v roce 1878 a volbách v roce 1883. Na sněmu byl členem četných komisí, výrazně působil ve školské komisi. Od roku 1887 byl též náhradníkem zemského výboru. Zůstal jím do roku 1889.
V novinářské práci pokračoval i v pozdním věku, i během své politické kariéry. V redakci Hlasu národa setrval až do ledna 1899. Spoluzakládal Spolek českých žurnalistů. Zemřel v dubnu 1912 ve svém bytě na Královských Vinohradech a pohřben byl na Vinohradském hřbitově.

## Dílo
- Statistický přehled veškerých států na zemi koncem roku 1865 – sestavil. Praha: I. L. Kober, 1866[13]
- Žižka: obraz historický z doby husitské – Praha: Spolek pro vydávání laciných knih českých, 1868. 153 s[14]
- Česko-moravská kronika. Kniha čtvrtá. Praha: I. L. Kober, 1881. 1740 sl. [Zahrnuje panování Ferdinanda I, Maxmiliána II., Rudolfa II., Matyáše a Ferdinanda II. do roku 1621.] Dostupné online (archive.org)
- Kniha pátá. Josef Kořán a Antonín Rezek. Praha: I. L. Kober, 1891. 1372 sl. [J. Kořán zpracoval úvodní část panování Ferdinanda II., od saského vpádu (1631–1632) pokračoval A. Rezek, který vylíčil i vládu Ferdinanda III. do roku 1648.]
- Moravské pověsti – Brno: B. Svoboda, 1930?